# Гринвіч (острів)
Острів Гринвіч (також історичні варіанти назв: Сарторіус, Березина) — острів у складі Південних Шетландських островів. Загальна площа суші — 142,7 км².

## Історія
Точна дата відкриття острова не визначена. Ймовірно, що він міг бути відомий вже наприкінці XVI — поч. XVII століть іспанським мореплавцям. У 1821 році острів був помічений американським капітаном Дж. Шеффілдом і названий Гринвіч. Через кілька місяців незалежно від американця острів був заново відкритий і картографований російською експедицією на чолі з Фабіаном Готтлібом фон Белінгсгаузеном і отримав назву Березина на честь подій, пов'язаних з війною Наполеона проти Росії 1812 року.
Наприкінці XIX — першій половині ХХ століття Гринвіч відвідували китобої і мисливці на ластоногих. Офіційно свої права на острів пред'являли Велика Британія і Аргентина. Крім того, на нього претендували Росія і США. Проте за договором 1961 він, як і інші Південні Шетландські острови, залишився вільним від суверенітету будь-якої держави.
У 2004—2005 роках досліджувався болгарською науковою експедицією.

## Природа
Острів має вулканічне походження. Значну частину займають скелясті височини, покриті льодовиком. Найвищими є Гринвіцькі вершини на південно-східній околиці із горою Момчил-Пік (625 м).
Клімат прохолодний, антарктичний. Рослинний світ бідний, характерний для антарктичної тундри. На острові присутні лежбища ластоногих, колонії морських птахів.

## Населення
Постійного населення немає, хоча на північному сході працює чилійська полярна станція Артура Пратт, а на півночі — еквадорська станція Педре Вісенте Мальдонадо.